# Sønderris
Sønderris er en nordvestlig bydel i Esbjerg. Forstaden blev etableret i 1974 og har omkring 6000 beboere. Sønderris har postnummeret 6710.
Gennem bydelen løber hovedfærdselsåren, Stjerneparken. Stikvejene fra Stjerneparken er på den ene side opkaldt efter planeter, og på den anden side, efter stjernetegn. Sønderris er med tiden blevet et populært boligområde for børnefamilier, da bydelen rummer både skole, daginstitutioner og sportsklub. 